# Neofito VII di Costantinopoli
Neofito VII (in greco Νεόφυτος Ζʹ?; Smirne, ... – XIX secolo) è stato un arcivescovo ortodosso greco, patriarca ecumenico di Costantinopoli per due volte: dal 1789 al 1794 e dal 1798 al 1801.

## Biografia

### Carriera
Neofito nacque a Smirne. Studiò nella Scuola Evangelica di Smirne dove era compagno di classe di Nicodemo l'Agiorita e Adamantios Korais. Era un uomo particolarmente istruito e si oppose alla semplificazione dei testi religiosi poiché pensava che questo processo avrebbe portato alla volgarizzazione.
Fu grande arcidiacono del Patriarcato ecumenico e nel maggio 1771 fu eletto vescovo metropolitano di Maronia. Nel maggio 1789 succedette a Procopio come Patriarca ecumenico di Costantinopoli, anche se furono sollevati dubbi sulla canonicità della sua elezione. Seppur l'elezione fu riconosciuta come valida, dovette rassegnare le dimissioni il 12 aprile 1794 e scelse di ritirarsi sull'isola Heybeliada, in seguito a Rodi, Patmo e infine sul Monte Athos. Fu rieletto patriarca nel 1798, ma il 17 giugno 1801 si dimise di nuovo e venne esiliato sul Monte Athos.

### Patriarcato
Durante il suo regno, l'insegnante di filosofia Cristodolo Pamplekis fu scomunicato, mentre la Grande Scuola della Nazione fu ristrutturata e riaperta; molte altre scuole vennero aperte. Con una disposizione canonica condannò il panteismo, mentre tramite una decisione sinodale condannò il libro "Περί συνεχούς μεταλήψεως", scritto dall'ex metropolita di Corinto Macario.
Ricostituì dopo 413 anni la metropolia di Corfù e benedisse, con il permesso della Sublime porta, la nuova bandiera degli Stati Uniti delle Isole Ionie nella Cattedrale di San Giorgio. Durante la sua vita, e dopo molte discussioni, fu finalmente approvata la traduzione e la pubblicazione del Canone della Chiesa ortodossa in greco demotico. Come conseguenza, furono pubblicati "Κανονικόν" di Cristoforo e "Πηδάλιον" di Nicodemo l'Agiorita, quest'ultimo pubblicò anche "Μέγα Ευχολόγιον" a Costantinopoli.
Con il suo permesso, il canone di Giovanni Nesteutes fu pubblicato dall'Editoria Patriarcale.